# Apatania stigmatella
Apatania stigmatella är en nattsländeart som först beskrevs av Zetterstedt 1840. Enligt Catalogue of Life ingår Apatania stigmatella i släktet Apatania och familjen Apataniidae, men enligt Dyntaxa är tillhörigheten istället släktet Apatania och familjen husmasknattsländor. Arten är reproducerande i Sverige. Inga underarter finns listade i Catalogue of Life.